# Vienna Open 2018
Il Vienna Open 2018, noto anche come Erste Bank Open per motivi di sponsorizzazione, è stato un torneo di tennis che si è giocato su campi di cemento al coperto. È stata la 44ª edizione del Vienna Open e faceva parte della serie ATP Tour 500 dell'ATP World Tour 2018. Gli incontri si sono svolti nella Wiener Stadthalle di Vienna, in Austria, dal 22 al 28 ottobre 2018.

## Partecipanti

### Teste di serie
| Nazionalità | Giocatore       | Ranking* | Testa di serie |
| ----------- | --------------- | -------- | -------------- |
| Austria     | Dominic Thiem   | 7        | 1              |
| Sudafrica   | Kevin Anderson  | 8        | 2              |
| Bulgaria    | Grigor Dimitrov | 9        | 3              |
| Stati Uniti | John Isner      | 10       | 4              |
| Giappone    | Kei Nishikori   | 11       | 5              |
| Croazia     | Borna Ćorić     | 13       | 6              |
| Italia      | Fabio Fognini   | 14       | 7              |
| Regno Unito | Kyle Edmund     | 15       | 8              |

* Ranking al 15 ottobre 2018.

### Altri partecipanti
I seguenti giocatori hanno ricevuto una wildcard per il tabellone principale:
- Félix Auger-Aliassime
- Jürgen Melzer
- Dennis Novak

Il seguente giocatore è entrato in tabellone come special exempt:
- Gaël Monfils

I seguenti giocatori sono passati dalle qualificazioni:

- Ruben Bemelmans
- Pierre-Hugues Herbert
- Denis Kudla
- Michail Kukuškin

I seguenti giocatori sono entrati in tabellone come lucky loser:
- Cameron Norrie
- Andrej Rublëv

### Ritiri
Prima del torneo
- Pablo Carreño Busta → sostituito da  Frances Tiafoe
- Chung Hyeon → sostituito da  Andrej Rublëv
- Richard Gasquet → sostituito da  Cameron Norrie
- Nick Kyrgios → sostituito da  Nikoloz Basilašvili

Durante il torneo
- Borna Ćorić
- Jürgen Melzer
- Gaël Monfils

## Campioni

### Singolare
Kevin Anderson ha battuto in finale  Kei Nishikori con il punteggio di 6-3, 7–6(3).
- È il quinto titolo in carriera per Anderson, il secondo della stagione.

### Doppio
- Joe Salisbury /  Neal Skupski hanno battuto in finale  Mike Bryan /  Édouard Roger-Vasselin con il punteggio di 7–6(5), 6-3.